# Ton Satomi
Ton Satomi (japonès: 里見 弴, Satomi Ton; Yokohama, 14 de juliol de 1888—Kamakura, 21 de gener de 1973), pseudònim de Hideo Yamanouchi (山内英夫, Yamanouchi Hideo), va ser un novel·lista japonès
Nascut en el si de la família Arishima, fill de Takeshi i Kō. Germà del també novel·lista Arishima Takeo i del pintor d'estil occidental Arishima Ikuma. Ostenta un cognom diferent als seus germans perquè va ser adoptat legalment per la família de la seva mare, els Yamanouchi, de la qual va esdevenir hereu i successor.
Estudià a l'Escola Gakushūin de Tòquio, on va començar a mostrar interès per la literatura. Mentre hi estudiava, a través del seu germà va conèixer Shiga Naoya, el qual el va influenciar profundament al llarg de la seva vida, i també Mushanokōji Saneatsu, amb qui col·laboraria anys més tard. Així mateix, va ser deixeble d'Izumi Kyōka.
El 1909 va començar a cursar la carrera de Literatura Anglesa a la Universitat Imperial de Tòquio, però decidit a esdevenir escriptor, va abandonar-la al cap de poc temps, l'any 1910. El mateix any va associar-se amb la recent creada revista Shirakaba, on va publicar al seva primera obra, Otomisan. El 1911 escrigué Irumagawa per a la revista Zamboa i el 1913 Kimi to Watakushi to per a Shirakaba, de la qual, amb tot, es va desvincular poc després, la qual en aquell moment estava augmentant el seu to humanístic. El 1915 va publicar Osoi Hatsukoi a la revista Chūō Kōron.
Entre 1916 i el 1923 Satomi va tenir la seva millor etapa productiva. El primer any va publicar Zenshi Akushin, una de les seves millors obres, en la qual aborda el tema de l'autoafirmació sense restriccions en totes les singularitat del temperament d'una persona. El 1917 escriu Kōfukujin, on desenvolupa encara més el tema de l'autoafirmació. En aquest sentit, el seu pensament té elements en comú amb Mushanokōji Saneatsu, el qual remarca la importància de la vida i el jo de l'individu. Però el concepte de jo de Satomi, a diferència de Mushanokōji, emfatitza la necessitat de llibertat d'expressió de les emocions i està basat en els ideals d'autorealització i sinceritat.
A aquestes obres més breus cal sumar-hi novel·les llargues com Kirihata, Anjō-ke no Kyōdai i Tajō Busshin, publicada entre 1922 i 1923, probablement la seva millor obra, on utilitza la personificació del concepte de magokoro (sinceritat).
Entre 1929 i 1930 va viatjar per Manxúria i altres regions de la Xina amb Shiga Naoya, durant el qual va descriure abastament i de forma molt viva els paisatges i la gent que va veure, si bé aquestes obres no han rebut gaire atenció i fins i tot no han estat excloses de les seves obres completes.
Després de la Segona Guerra Mundial va col·laborar també en guions de cinema. L'obra de més renom d'aquest període és Gokuraku Tombo (1961).
Va ser guardonat amb la medalla de l'Orde de la Cultura.